# Ukroboronprom
Ukroboronprom es la empresa estatal ucraniana encargada del control del complejo industrial-militar heredado de la Unión Soviética y remanente en territorio ucraniano.

## Historia
Su fundación es reciente y data del 2010, cuando el gobierno de Ucrania decidió unificar su industria bélica de las dos corporaciones anteriores, Vehículos blindados de Ucrania y Servicio Tecnológico Militar en una única entidad. De estas; seguían 7 divisiones:
- Ukrspetsexport
- Ukroboronservis
- Compañía de comercio exterior y de importaciones "Prohres"
- Ukrinmash
- Spetstekhnoeksport
- Promoboroneksport
- TASKO-eksport

Actualmente, el complejo industrial militar de Ucrania está conformado por un centenar de firmas. Así mismo, en el año 2012, mediante el acto legislativo Nº 223 se asume como política estatal la unificación de las compañías del complejo industrial-militar de Ucrania y de sus políticas de promoción, ventas y catálogos a clientes extranjeros mediante la creación del holding estatal Ukroboronprom. En estas se incluye a:
- Oficina de Diseño Morozov de Járkov
- Oficina de Diseño de Motores de Járkov
- Centro de Astilleros de Proyectos Navales[5]
- Fábrica Estatal Shostka "Zirka" (Estrella)
- Complejo de Producción Científico "Iskra" (Destello)
- Asociación de la Industria Química de Petrovsky
- y otras compañías

En el año 2013, la Armada de Brasil anuncia que, desde su parte similar; podría iniciar una posible asociación con los astilleros ucranianos en conjunto con la estatal Ukroboronprom.

## Productos
- BTR-3E1[7][8]
- BTR-4
- Saturn AL-31
- Mil Mi-8
- Mil Mi-17
- R-27[9]

Cabe indicar que algunos de los productos aquí descritos se producen en conjunto con firmas del mismo ramo en Rusia.

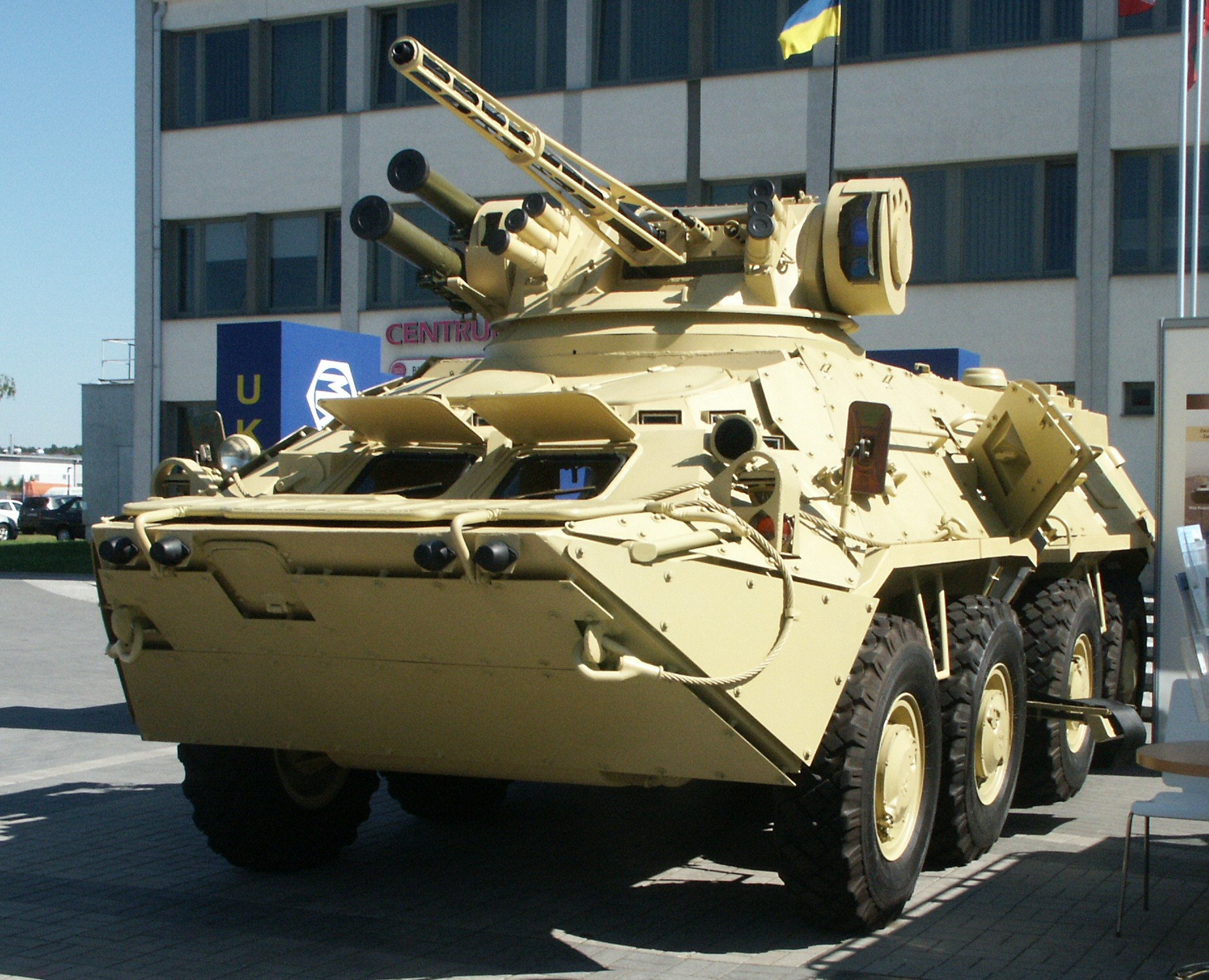
BTR-3Е1
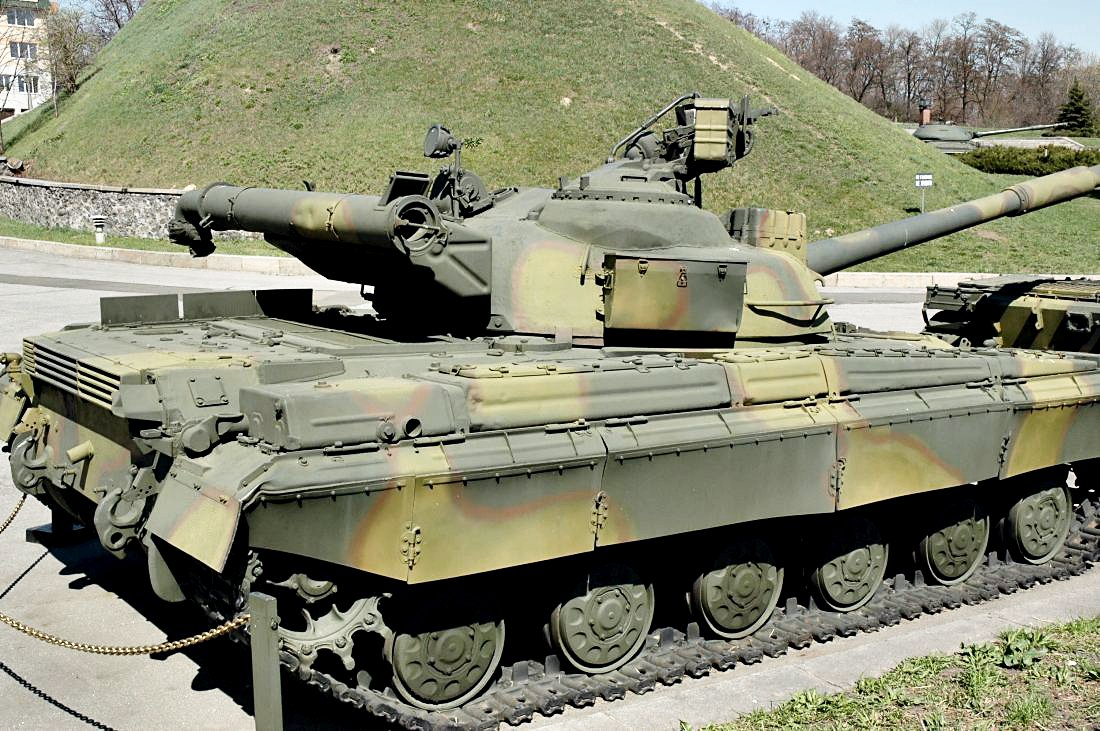
Т-64B (BV)
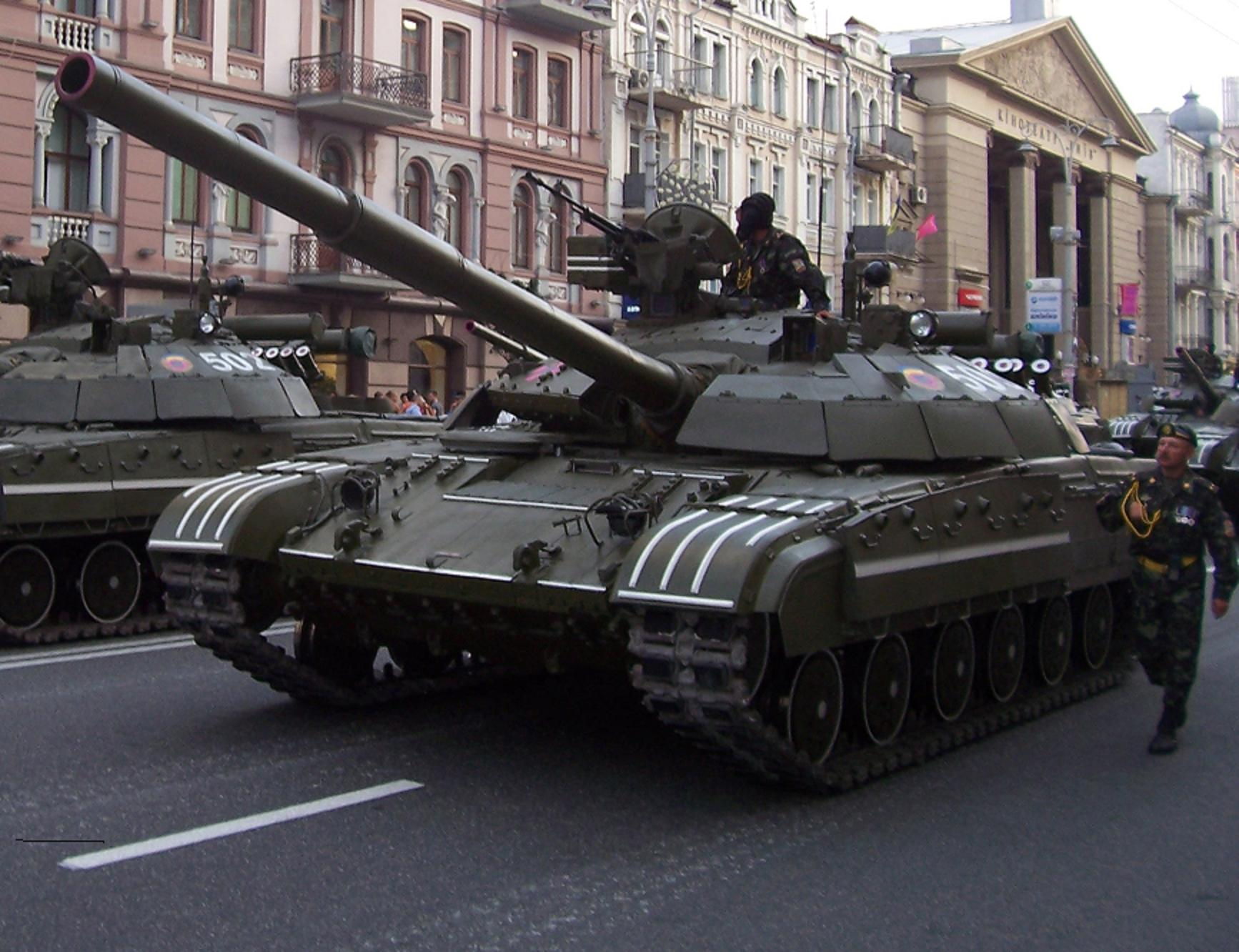
BM Bulat
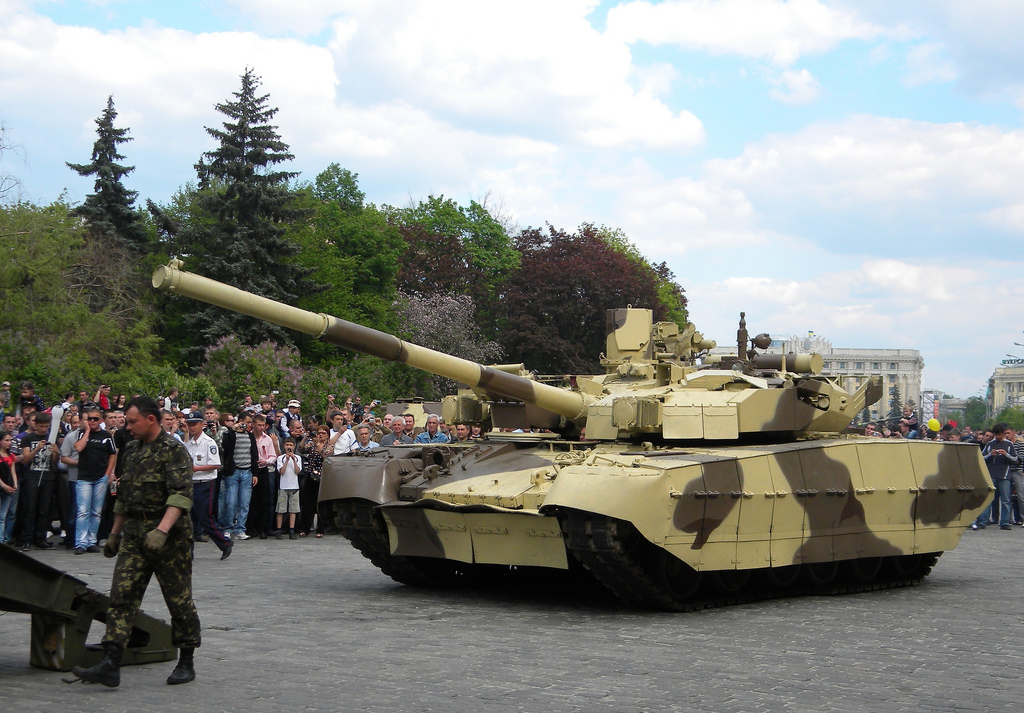
BM «Oplot»